# Epidendrum antillanum
Epidendrum antillanum là một loài thực vật có hoa trong họ Lan. Loài này được Ackerman & Hágsater mô tả khoa học đầu tiên năm 1992.